# Episodi di Cristina, l'Europa siamo noi
La prima stagione della serie televisiva Cristina, l'Europa siamo noi, composta da 36 episodi, è stata trasmessa per la prima volta in Italia dall'emittente televisiva Rete 4 dal 23 settembre al 16 dicembre 1991.
| Nº | Titolo                            | Prima TV Italia   |
| -- | --------------------------------- | ----------------- |
| 1  | La casa di campagna               | 23 settembre 1991 |
| 2  | L'album di foto                   | 25 settembre 1991 |
| 3  | Pollice verde                     | 27 settembre 1991 |
| 4  | Fenice 10                         | 30 settembre 1991 |
| 5  | Il concorso botanico              | 2 ottobre 1991    |
| 6  | Tè per due                        | 4 ottobre 1991    |
| 7  | L'illusione                       | 7 ottobre 1991    |
| 8  | Un giorno all'anno                | 9 ottobre 1991    |
| 9  | Amore ai tropici                  | 11 ottobre 1991   |
| 10 | Parenti in visita                 | 14 ottobre 1991   |
| 11 | Gli occhiali del barone rosso     | 16 ottobre 1991   |
| 12 | Ruoli scomodi                     | 18 ottobre 1991   |
| 13 | Quel genio di Walter              | 21 ottobre 1991   |
| 14 | La decappotabile                  | 23 ottobre 1991   |
| 15 | Non è l'abito...                  | 25 ottobre 1991   |
| 16 | Le raccomandazioni                | 28 ottobre 1991   |
| 17 | Amori celebri                     | 30 ottobre 1991   |
| 18 | Lo scoop (prima parte)            | 4 novembre 1991   |
| 19 | Lo scoop (seconda parte)          | 6 novembre 1991   |
| 20 | La signora delle camelie          | 8 novembre 1991   |
| 21 | Le bugie hanno le gambe corte     | 11 novembre 1991  |
| 22 | Determinazione                    | 13 novembre 1991  |
| 23 | La festa                          | 15 novembre 1991  |
| 24 | Delusioni                         | 18 novembre 1991  |
| 25 | Chi la fa l'aspetti               | 20 novembre 1991  |
| 26 | L'assicurazione                   | 22 novembre 1991  |
| 27 | La casa che parla (prima parte)   | 25 novembre 1991  |
| 28 | La casa che parla (seconda parte) | 27 novembre 1991  |
| 29 | Il presidente                     | 29 novembre 1991  |
| 30 | Beneficenza                       | 2 dicembre 1991   |
| 31 | L'amica ritrovata                 | 4 dicembre 1991   |
| 32 | Baby commendatore                 | 6 dicembre 1991   |
| 33 | Padri e figli                     | 9 dicembre 1991   |
| 34 | Il volo di Tommy                  | 11 dicembre 1991  |
| 35 | Gianni alla riscossa              | 13 dicembre 1991  |
| 36 | Luci della ribalta                | 16 dicembre 1991  |